# Йирга-Алем
Йирга-Алем (амх. ይርጋለም) — город на юге Эфиопии, до 2020 года относился к региону Южных национальностей, народностей и народов. Входит в состав региона Сидама.

## История
1 декабря 1936 года, в ходе Второй итало-эфиопской войны, город был занят итальянскими войсками. До 1975 года Йирга-Алем являлся административным центром региона Сидамо.

## Географическое положение
Город находится в восточной части региона, к северо-востоку от озера Абая, к югу от озера Ауаса, на высоте 1776 метров над уровнем моря.
Йирга-Алем расположен на расстоянии приблизительно 32 километров к юго-юго-западу (SSW) от Ауасы, административного центра региона, и на расстоянии приблизительно 238 километров к юго-юго-западу от Аддис-Абебы, столицы страны.

## Население
По данным Центрального статистического агентства Эфиопии на 2005 год численность населения города составляла 43 815 человек, из которых мужчины составляли 49,85 %, женщины — соответственно 50,15 %.
Согласно данным переписи 1994 года численность населения Йирга-Алема составляла 24 183 человек.

## Транспорт
Ближайший аэропорт расположен в городе Ауаса.